# Welshpool Airport
Welshpool Airport är en flygplats i Storbritannien.   Den ligger i kommunen Powys och riksdelen Wales, i den södra delen av landet, 240 km nordväst om huvudstaden London. Welshpool Airport ligger 71 meter över havet.
Terrängen runt Welshpool Airport är kuperad åt sydost, men åt nordväst är den platt. Welshpool Airport ligger nere i en dal. Runt Welshpool Airport är det ganska tätbefolkat, med 58 invånare per kvadratkilometer. Närmaste större samhälle är Welshpool, 3,4 km norr om Welshpool Airport. Trakten runt Welshpool Airport består i huvudsak av gräsmarker.